# هارم بارت
هارم بارت (بالهولندية: Harm Bart)‏ هو اقتصادي ورياضياتي هولندي، ولد في 5 أغسطس 1942.